# Citroën Zabrus
El Citroën Zabrus o Bertone Zabrus es un prototipo de automóvil con diseño cupé 2+2 que fue diseñado por la empresa italiana Bertone. El Zabrus estaba basado en la mecánica del Citroën BX 4TC. En su diseño estaban incluidas las puertas de tijera y la puerta del maletero era plegable y dividida en dos partes. Se presentó en el Salón del Automóvil de Turín de 1986. El Citroën BX sedán está basado en un diseño de Bertone. Algunas características únicas del Zabrus fueron sobre todo el monitor con pantalla LCD para odómetro, los indicadores, y un lector de CD diseñado por Pioneer que también funcionaba como herramienta de navegación por satélite.

## Especificaciones técnicas
- Número de cilindros: 4 .
- Sistema de inyección de combustible y turbocompresor.
- Tren de válvulas: SOHC, 8 válvulas, 2 válvulas por cilindro.
- Cilindrada: 2141 cc.
- Potencia: 200 CV (150 kW).
- Velocidad máxima: 220 km/h (137,5 mph).[3]
- Plazas: 4.